# Grzybowo (Polnica)
Grzybowo – część wsi Polnica w Polsce, położona w województwie pomorskim, w powiecie człuchowskim, w gminie Człuchów. Wchodzi w skład  w sołectwa Polnica.
W latach 1975–1998 Grzybowo administracyjnie należało do województwa słupskiego.
W roku 1905 Grzybowo zamieszkiwało 37 osób.